# Andrias jiangxiensis
Andrias jiangxiensis – gatunek płaza ogoniastego z rodziny skrytoskrzelnych występujący w chińskiej prowincji Jiangxi. Ranga osobnego gatunku nadana mu została w 2022 roku i stanowi on jedyny dotychczas znany czysty genetycznie gatunek Andrias. Od innych gatunków chińskich Andrias odróżnia się głównie gładszą skórą na głowie. Zasiedla górskie potoki, w których dochodzi do rozrodu w połowie września. Zagraża mu degradacja jego środowiska naturalnego. 

## Etymologia
Nazwa gatunkowa jiangxiensis odnosi się do chińskiej prowincji Jiangxi, w której płaz ten został opisany. Dla gatunku tego zasugerowana została angielska nazwa Jiangxi Giant Salamander oraz chińska nazwa 江西大鲵 (w Hanyu pinyin Jiāng Xī Dà Ní).

## Odkrycie
Gatunek ten opisany został wskutek badania terenowego przeprowadzonego od września 2020 do marca 2022 roku w chińskim rezerwacie przyrody Jiulingshan (ang. Jiulingshan National Nature Reserve) w prowincji Jiangxi. Salamandra olbrzymia chińska (A. davidianus) do niedawna uważana była za jeden gatunek. Jednakowoż niedawne analizy filogenetyczne dowiodły, że takson ten jest zbiorem kilku blisko spokrewnionych gatunków. A. jiangxiensis odpowiada kladowi U2 w badaniu Yan et al. (2018) i jest jedynym czystym genetycznie gatunkiem chińskich Andrias.

## Wygląd
Ogon umięśniony, szeroki u nasady. Płetwa grzbietowa dobrze rozwinięta, a brzuszna zredukowana. Głowa szeroka, spłaszczona grzbietowo. Szczęka umięśniona, oczy małe, zaokrąglone. Jama ustna duża, a skóra na głowie i żuchwie gładka. Na głowie i szyi występują nieregularnie rozmieszczone guzki. Ciało krępe, wydłużone i spłaszczone grzbietowo. Kończyny krótkie i krępe, spłaszczone grzbietowobrzusznie z wyraźnie zaznaczonymi fałdami skóry na bokach. Kończyny tylne stosunkowo dłuższe i silniejsze niż kończyny przednie. Grzbiet ma kolor czerwonobrązowy z dużymi nieregularnie rozmieszczonymi czarnymi plamami. Brzuch szarawobrązowy.
Od holotypu A. davidianus, A. jiangxiensis odróżnia bardziej gładka głowa i żuchwa ze słabo zaznaczonymi nieregularnie rozmieszczonymi guzkami. Od holotypu Andrias sligoi, A. jiangxiensis różni się natomiast bardziej gładką głową na pysku i w okolicy oczu oraz długością palców.

## Zasięg występowania i siedlisko
Dzika populacja tego gatunku stwierdzona została dotychczas jedynie w chińskim rezerwacie przyrody Jiulingshan. Płaz ten zasiedla czyste górskie potoki o szerokości 8–10 metrów i głębokości wody 0,1–1,5 metra. Chowa się w kryjówkach utworzonych przez upadłe drzewa, korzenie drzew i szczeliny w kamieniach. 

## Dieta
Gatunek ten żeruje w nocy. Analiza wymiotów oraz odchodów wykazała, że w skład diety A. jiangxiensis wchodzą ryby, płazy bezogonowe, wodne owady oraz skorupiaki.

## Rozmnażanie i rozród
Okres godowy wypada najprawdopodobniej w połowie września. Tak jak u salamandry olbrzymiej chińskiej do rozrodu dochodzi najprawdopodobniej w jaskiniach, z których larwy wypływają dwa miesiące po wykluciu.

## Ochrona
Gatunek ten stwierdzony został dotychczas wyłącznie w rezerwacie przyrody Jiulingshan (powierzchnia 36 km²), co wraz z degradacją jego środowiska powoduje, że autorzy badania opisującego ten gatunek zasugerowali, żeby nadany mu został status gatunku krytycznie zagrożonego (CE). W ochronie A. jiangxiensis ważną rolę mogą odegrać lokalne farmy salamander pozwalające na zachowanie czystych genetycznie populacji oraz pozytywny obraz tego gatunku wśród miejscowej ludności.